# ハーグリーブス氷河 (南極)
ハーグリーブス氷河（ハーグリーブスひょうが、英語: Hargreaves Glacier）とは、南極大陸の海岸近くに存在する、氷河の1つである。

## 概要
ハーグリーブス氷河は、おおよそ南緯69度46分、東経74度20分付近に位置している。
この場所は、ちょうどインド亜大陸から真南に向かってインド洋を越えた先、南極海も越えた南極圏（南緯66度よりも南）の中に当たる。この氷河は、アメリカ合衆国の海軍が行った、南極観測計画であるハイジャンプ作戦によって存在が知られた。そして、同作戦において、この地域の写真撮影を担当していた、R.B.Hargreavesの姓を取って命名された。
なお、北アメリカ大陸にも同名の氷河が存在するものの、あちらは別のHargreaves兄弟の名を取って命名されており、南極のハーグリーブス氷河とは特に関係が無い。